# 亀井伸孝
亀井 伸孝（かめい のぶたか、1971年 -）は、日本の文化人類学者。愛知県立大学外国語学部教授。専門は、文化人類学、アフリカ地域研究。学位は、博士（理学）（京都大学・2002年）。
カメルーン共和国における狩猟採集民バカ・ピグミーの子どもの研究を経て、アフリカの手話とろう者に関する文化人類学的研究に携わる。手話通訳士。

## 経歴

### 学歴
- 1994年3月 - 京都大学理学部卒業（主として生物学を修める）
- 1996年3月 - 京都大学大学院理学研究科修士課程修了（動物学専攻）
- 2002年3月 - 京都大学大学院理学研究科博士後期課程修了（生物科学専攻）、博士（理学）。学位論文の題は「狩猟採集民バカにおけるこどもの日常活動と社会化過程に関する人類学的研究」[2]。

### 職歴
- 2001年4月 - 日本学術振興会特別研究員（2004年3月まで）
- 2004年4月 - 関西学院大学社会学研究科COE専任研究員（2006年3月まで）
- 2006年4月 - 関西学院大学社会学研究科COE特任助教授（2007年3月まで）
- 2007年
  - 4月 - 関西学院大学社会学研究科COE特任准教授（2007年8月まで）
  - 9月 - 東京外国語大学アジア・アフリカ言語文化研究所研究員（2010年3月まで）
- 2010年4月 - 大阪国際大学人間科学部准教授（2011年3月まで）
- 2011年4月 - 愛知県立大学外国語学部准教授
- 2017年度　- 愛知県立大学外国学部教授

## 著書

### 単著
- 『アフリカのろう者と手話の歴史―A・J・フォスターの「王国」を訪ねて』（明石書店、2006年、2007年度国際開発学会奨励賞受賞）
- On va signer en Langue des Signes d'Afrique Francophone!（東京外国語大学アジア・アフリカ言語文化研究所、2008年）
- 『手話の世界を訪ねよう』（岩波ジュニア新書）（岩波書店、2009年、2009年度厚生労働省社会保障審議会児童福祉文化財推薦図書）
- 『森の小さな〈ハンター〉たち―狩猟採集民の子どもの民族誌』（京都大学学術出版会、2010年）

### 共著
- 『手話でいこう―ろう者の言い分 聴者のホンネ』（ミネルヴァ書房、2004年、秋山なみと共著）

### 編著
- 『アクション別フィールドワーク入門』（世界思想社，2008年、武田丈と共編）
- 『遊びの人類学ことはじめ―フィールドで出会った〈子ども〉たち』（昭和堂、2009年）
- 『支援のフィールドワーク―開発と福祉の現場から』（世界思想社，2011年、小國和子・飯嶋秀治と共編）

### 辞典編集
- DVD : Langue des Signes d'Afrique Francophone (LSAF)（東京外国語大学アジア・アフリカ言語文化研究所、2008年）

### 分担執筆
- 『世界の社会福祉 11―アフリカ・中南米・スペイン』（編集委員会代表: 仲村優一・一番ヶ瀬康子、旬報社、2000年）
- 『森と人の共存世界（講座・生態人類学 2）』（市川光雄・佐藤弘明編、京都大学学術出版会、2001年）
- 『アジアの手話 第5集』（日本手話研究所外国手話研究部編、財団法人全日本ろうあ連盟日本手話研究所、2004年）
- Hunter-gatherer childhoods: Evolutionary, developmental & cultural perspectives (Barry S. Hewlett and Michael E. Lamb eds., New Brunswick, NJ: Transaction Publishers, 2005)
- 『New Crown English Series, New Edition 3, Teacher's Manual 2』（New Crown 編集委員会編、三省堂、2006年）
- A sociology of happiness: Japanese perspectives (Kenji Kosaka ed., Melbourne: Trans Pacific Press, 2006)
- Frontiers of social research: Japan and beyond (Akira Furukawa ed., Melbourne: Trans Pacific Press, 2007)
- 『アフリカの医療・障害・ジェンダー―ナイジェリア社会への新たな複眼的アプローチ（落合雄彦・金田知子編、晃洋書房、2007年）
- 『知識資源の陰と陽（『資源人類学』シリーズ第3巻）』（クリスチャン・ダニエルス編、弘文堂、2007年）
- 『障害と開発―途上国の障害当事者と社会 (研究双書 No.567)』（森壮也編、日本貿易振興機構アジア経済研究所、2008年）
- 『アフリカのいまを知ろう』（岩波ジュニア新書）（山田肖子編、岩波書店、2008年）
- 『文化人類学事典』（日本文化人類学会編、丸善、2009年）
- 『フィールドワークの技法と実際 II―分析・解釈編』（箕浦康子編、ミネルヴァ書房、2009年）
- 『アフリカのことばと社会―多言語状況を生きるということ』（梶茂樹・砂野幸稔編、三元社、2009年）
- 『森棲みの社会誌―アフリカ熱帯林の人・自然・歴史 II』（木村大治・北西功一編、京都大学学術出版会、2010年）
- 『インタラクションの境界と接続―サル・人・会話研究から』（木村大治・中村美知夫・高梨克也編、昭和堂、2010年）
- 『万人のための点字力入門―さわる文字から、さわる文化へ』（広瀬浩二郎編、生活書院、2010年）
- 『途上国障害者の貧困削減―かれらはどう生計を営んでいるのか』（森壮也編、岩波書店、2010年）
- 『新版アフリカを知る事典』（小田英郎・川田順造・伊谷純一郎・田中二郎・米山俊直監修、平凡社、2010年）

### 監修
- 『体験取材！ 世界の国ぐに (42) カメルーン』（渡辺一夫著、ポプラ社、2009年）

## 社会的活動
- 2003年 - 日本手話研究所外国手話研究部研究員
- 2009年 - 日本手話学会学会誌委員会委員
- 2011年 - 日本アフリカ学会評議員

## 受賞
- 2007年 - 『アフリカのろう者と手話の歴史―A・J・フォスターの「王国」を訪ねて』（明石書店、2006年）で2007年度国際開発学会奨励賞受賞。
- 2009年 - 『手話の世界を訪ねよう』（岩波書店、2009年）、2009年度厚生労働省社会保障審議会児童福祉文化財推薦図書に選定。